# Буачидзе, Кита Михайлович
Кита (Никита) Михайлович Буачи́дзе (груз. კიტა მიხეილის ძე ბუაჩიძე, 21 сентября 1914[…], Парцхнали, Имеретия — 2000[…]) — грузинский советский драматург. Заслуженный деятель искусств Грузинской ССР (1961).

## Биография
Родился в многодетной, 8 человек, семье сельского священника.
Младший брат критика и литературоведа Бенито Буачидзе (1905—1937).
Литературную деятельность начал с 1931 года, выступал как драматург. Первый спектакль был поставлен в 1931 году в Грузинском театре юных зрителей в Тифлисе. Писал также на общественные темы. Провёл исследование этимологии слова «Джуга»
В 1941 году окончил филологический факультет Тбилисского государственного университета. В том же году по подозрению в участии в антисоветском заговоре, был арестован и приговорён к семи годам ссылки.
Жил в Тбилиси, ул. Барнова, д. 104
Похоронен в Пантеоне Дидубе.
Именем Киты Буачидзе названа улица в Тбилиси.